# Pretty Cure (serie animata)
Pretty Cure (ふたりはプリキュア?, Futari wa Purikyua, Futari wa Pretty Cure, lett. "Noi due siamo le Pretty Cure") è la prima serie anime del franchise di Pretty Cure, creata da Izumi Tōdō e prodotta dalla Toei Animation. Trasmessa in Giappone su TV Asahi dal 1º febbraio 2004 al 30 gennaio 2005, in Italia la serie è stata acquistata dalla Rai, che l'ha mandata in onda su Rai 2 dal 17 ottobre 2005 all'8 febbraio 2006.
Nel 2004, alla nona edizione dei Kobe Animation Awards, la sigla d'apertura DANZEN! Futari wa Pretty Cure ha vinto il premio come miglior canzone.
Pretty Cure è seguita da Pretty Cure Max Heart.

## Trama
Nagisa Misumi e Honoka Yukishiro frequentano la Verone Academy e sono molto diverse: la prima è una sportiva, la seconda un'appassionata di scienza. Un giorno, le due quattordicenni incontrano Mipple e Mepple, i quali raccontano loro di provenire da una dimensione chiamata il Giardino della Luce e che, poiché questa è stata attaccata dall'oscuro regno di Dotsuku, hanno bisogno del loro aiuto per raccogliere le sette Pietre Prismatiche, che racchiudono la forza della vita e della creazione, senza le quali sia il Giardino della Luce sia la Terra, detta Giardino dell'Arcobaleno, saranno distrutti. Nagisa e Honoka diventano così le Pretty Cure, ritrovandosi a combattere per evitare che il malvagio Re Jaaku venga liberato tramite le Pietre Prismatiche.

## Personaggi

### Pretty Cure
Nagisa Misumi (美墨 なぎさ?, Misumi Nagisa) / Cure Black (キュアブラック?, Kyua Burakku)
Doppiata da: Yōko Honna (ed. giapponese), Perla Liberatori (ed. italiana)
Nata il 10 ottobre, ha 14 anni e il suo gruppo sanguigno è 0; frequenta la seconda media (la terza in Max Heart) alla Verone nella sezione A (ciliegio, in originale) e vive con i genitori e il fratellino Ryota. Studentessa mediocre, gioca a lacrosse nella squadra della Verone, della quale in seguito diventa il capitano, e il suo numero è il 7. Romantica, allegra e sognatrice, ha una cotta per un amico d'infanzia di Honoka, Shogo Fujimura, e ha difficoltà a nasconderlo, cadendo spesso preda dell'imbarazzo in sua presenza; inoltre, con suo disappunto, è più popolare tra le ragazze che tra i ragazzi. La sua frase simbolo è "Non posso crederci!" (「ありえな～い！」?, "Ariena~i!"). Inizialmente conosce Honoka solo di vista, ma, una volta trasformatesi in Pretty Cure, la ragazza diventa la sua migliore amica, insieme a Shiho e Rina che giocano a lacrosse con lei. Di Honoka, Nagisa ammira l'intelligenza e la gentilezza. È una gran mangiona, ama i takoyaki della signorina Akane, il cioccolato e le pere, ma odia le cipolle. Ha un forte senso della giustizia, che mostra soprattutto quando qualcuno è in pericolo. Si trasforma in Cure Black, la più forte del duo, che fa della forza fisica la sua arma principale.
Honoka Yukishiro (雪城 ほのか?, Yukishiro Honoka) / Cure White (キュアホワイト?, Kyua Howaito)
Doppiata da: Yukana (ed. giapponese), Monica Vulcano (ed. italiana)
Nata il 4 aprile, ha 14 anni e il suo gruppo sanguigno è AB; frequenta la seconda media (la terza in Max Heart) alla Verone nella sezione A (ciliegio, in originale). Vive stabilmente con la nonna materna Sanae, alla quale è particolarmente legata, e con il cane Chutaro; i suoi genitori sono commercianti d'arte e sono spesso costretti a viaggiare per lavoro, tornando a casa solo una volta l'anno in occasione del compleanno della figlia. Gentile e comprensiva, mette sempre gli altri prima di se stessa. È una studentessa modello, ammirata per la sua intelligenza, maturità e capacità di giudizio, e molto popolare tra i ragazzi, ai quali non presta particolare attenzione; in seguito, però, s'innamora di Kiriya. Ammiratrice del professor Brainstorm, è molto curiosa e le piace capire il funzionamento delle cose, e per questo vorrebbe entrare nel mondo della ricerca scientifica, diventare chimico e vincere il premio Nobel. Sa essere molto severa nei confronti di chi non fa bene il suo lavoro, ma solo perché ci tiene. Le sue attività pomeridiane si svolgono principalmente nel club di scienze, del quale diventa la presidentessa in Max Heart, è anche membro del comitato studentesco e rappresentante di classe. Adora leggere, ma va male in educazione fisica. A causa del suo carattere introverso e riservato, socializza con difficoltà. Nonostante all'inizio non sapesse neanche della sua esistenza, diventa amica di Nagisa, che ammira per il coraggio e la natura allegra e spensierata. Si trasforma in Cure White, la più agile del duo, che fa della velocità la miglior difesa.

### Dotsuku, esercito delle tenebre
Nella prima parte della serie, le Pretty Cure, nella loro ricerca delle Pietre Prismatiche, affrontano i Dark Five (formati da Pisard, Gekidrago, Poisonny, Kiriya e Ilkubo), mentre nella seconda parte i Semi dell'Oscurità (cioè Yuna, Regine e Belzei).
Re Jaaku (ジャアクキング?, Jaaku Kingu, Jaaku King)
Doppiato da: Kenichi Ono (ed. giapponese), Diego Reggente (ed. italiana)
Sovrano dell'esercito delle tenebre di Dotsuku e imprigionato con delle catene, vuole il potere delle Pietre Prismatiche per consumare tutte le cose e distruggere il suo stesso corpo, ottenendo l'immortalità. Viene sconfitto dalle Pretty Cure con l'aiuto della Regina della Luce, ma riesce a spargere i suoi Semi dell'Oscurità, che lo fanno rinascere, anche se in catene. I Semi dell'Oscurità, però, una volta rubato il potere della creazione, si ribellano a lui per distruggerlo e diventare i nuovi sovrani di Dotsuku, in modo da non essere più schiavi. Dopo averli assorbiti e aver ottenuto, di conseguenza, il potere della creazione, si libera dalle catene, ma viene sconfitto dalle Pretty Cure. Il suo nome in giapponese significa letteralmente "re malvagio".
Pisard (ピーサード?, Pīsādo)
Doppiato da: Hiroki Takahashi (ed. giapponese), Alessio Cigliano (ed. italiana)
Arrogante e presuntuoso, è un uomo molto veloce, che può pietrificare le persone e far levitare gli oggetti. Ha un certo senso dell'onore e combatte sempre ad armi pari. Prova ad infiltrarsi alla Verone spacciandosi per il nuovo insegnante Ryuichi Kazama (風間 竜一?, Kazama Ryūichi) per prendere le Pietre Prismatiche, ma fallisce. Custodisce la Pietra Prismatica verde e affronta le Pretty Cure dall'episodio 1 al 5.
Gekidrago (ゲキドラーゴ?, Gekidorāgo)
Doppiato da: Kōji Ishii (ed. giapponese), Paolo Marchese (ed. italiana)
Bestione tutto muscoli e niente cervello, può fondersi con altri esseri viventi per trasformarsi e aumentare la sua forza. Custodisce la Pietra Prismatica azzurra e affronta le Pretty Cure dall'episodio 6 all'11.
Poisonny (ポイズニー?, Poizunī)
Doppiata da: Sakiko Uran (ed. giapponese), Laura Romano (ed. italiana)
Subdola ingannatrice capace di confondere la mente, è una donna veloce in grado di attraversare i muri, nonché una terribile strega vampira con il potere di trasformarsi in chi vuole, generare forti raffiche di vento e farsi crescere i capelli per usarli come tentacoli. È la sorella maggiore di Kiriya. Detesta la nonna di Honoka perché una volta l'ha ostacolata, pur non essendo una Pretty Cure. Custodisce la Pietra Prismatica arancione e affronta le Pretty Cure dall'episodio 12 al 20.
Kiriya (キリヤ?, Kiriya)
Doppiato da: Reiko Kiuchi (ed. giapponese), Mirko Cannella (ed. italiana)
Fratello minore di Poisonny, per spiare le Pretty Cure, comincia a frequentare come Kiriya Irisawa (入澤 キリヤ?, Irisawa Kiriya) la prima media alla Verone, dove entra anche nella squadra di calcio. Come la sorella, è abbastanza veloce e può scatenare forti raffiche di vento; riesce inoltre a materializzare oggetti cosparsi di energia negativa che si possono rompere solo se lui viene distratto. Honoka s'innamora di lui, ed anche lui segretamente la ama: per questo, non potendo cambiare il suo destino, dopo un breve combattimento consegna di spontanea volontà la sua Pietra Prismatica alle Pretty Cure. Dopo il tradimento, viene esiliato in eterno nel limbo tra luce e tenebre, ma torna ad avvisare le Pretty Cure dei cambiamenti in atto a Dotsuku, aiutandole poi nel combattimento finale. Alla fine della serie, si reincarna in un bambino umano. Custodisce la Pietra Prismatica gialla.
Ilkubo (イルクーボ?, Irukūbo)
Doppiato da: Issei Futamata (ed. giapponese), Alberto Angrisano (ed. italiana)
Il guerriero più potente dei Dark Five, può assorbire l'energia dalle forme viventi, neutralizzando così gli attacchi avversari. Sulle tracce del Guardiano delle Pietre Prismatiche, riesce infine a trovarlo e a rubare, oltre al Contenitore Prismatico, anche le Pietre di Mepple e Mipple. Con così tanta forza in mano a una singola persona, il potere della creazione gli reagisce contro e lo indebolisce, permettendo alle Pretty Cure di sconfiggerlo. Viene successivamente resuscitato da Re Jaaku e tramutato in un mostro d'ombra, ruba nuovamente le Pietre, ma viene poi distrutto definitivamente da Re Jaaku stesso, che temeva potesse danneggiarle. Custodisce la Pietra Prismatica viola e affronta le Pretty Cure dall'episodio 19 al 25.
Yuna (ジュナ?, Juna)
Doppiato da: Yasunori Matsumoto (ed. giapponese), Massimo Bitossi (ed. italiana)
Alto e giovane, è in grado di scatenare il vento e può aumentare la propria massa muscolare a suo piacimento. Da umano, si spaccia per un impiegato di nome Ryuichiro Kakuzawa (角澤 竜一郎?, Kakuzawa Ryūichirō). Affronta le Pretty Cure dall'episodio 27 in poi.
Regine (レギーネ?, Regīne)
Doppiata da: Rika Fukami (ed. giapponese), Cinzia Villari (ed. italiana)
Frustrata, pensierosa e piuttosto timida, quando è in forma umana si fa chiamare Shoko Koyama (小山 翔子?, Koyama Shōko) ed è solita parlare a bassa voce; in questo modo nessuno riesce a capirla e, se le si chiede di ripetere, risponde urlando in tono stridulo. Quando si trasforma in cattiva diventa l'opposto di quello che è di solito. Usa il fuoco. Affronta le Pretty Cure dall'episodio 28 in poi.
Belzei Gertrude (ベルゼイ・ガートルード?, Beruzei Gātorūdo)
Doppiato da: Tomomichi Nishimura (ed. giapponese), Paolo Marchese (ed. italiana)
Uomo di mezza età che si spaccia per un dottore di nome Genbu Yuki (結城 玄武?, Yūki Genbu), è a capo del secondo gruppo di soldati dell'esercito delle tenebre nati dai semi sparsi da Re Jaaku. Compare nella seconda parte delle serie, e, insieme a Regine e Yuna, risveglia Re Jaaku dopo che i Dark Five sono stati sconfitti dalle Pretty Cure. Ha la capacità di confondere gli umani, facendo credere loro di essere chi vuole; in particolare gli piace fingersi un medico. Elabora i piani, i suoi poteri si basano sui fulmini ed è molto veloce. Affronta le Pretty Cure dall'episodio 29 in poi. Con il proseguire della storia decide, insieme ai suoi compagni, di liberarsi dal potere dell'annientamento che, oltre a Re Jaaku, consuma anche loro. Una volta rubato il potere della creazione, si ribellano a Re Jaaku e lo sfidano, fondendosi in un unico essere per diventare i nuovi sovrani di Dotsuku. Alla fine, però, vengono assorbiti dal loro stesso creatore.
Zakenna (ザケンナー?, Zakennā)
Doppiato da: Hitoshi Kamibeppu (ep. 1-22) / Satoshi Taki (ep. 15, 28+) (ed. giapponese), Flavio Cannella (ed. italiana)
Mostro nero utilizzato dai malvagi, s'insinua negli oggetti inanimati rendendoli mostri per contrastare le Pretty Cure. Quando viene sconfitto, si divide in tante stelline nere che esclamano "gomenna" (「ゴメンナー」?, "gomennā"), che in giapponese significa "scusa". Al suo arrivo, il cielo diventa viola e le persone senza nessun potere svengono.
Zakenna maggiordomi (執事ザケンナー?, Shitsuji Zakennā)
Doppiati da: Rika Komatsu e Satoshi Taki (ed. giapponese), Stefano Onofri e Franco Mannella (ed. italiana)
Appaiono nella seconda parte della serie e in Max Heart. Oltre a servire i Semi dell'Oscurità nella prima serie e il bambino nella seconda, badano alla villa che funge da quartier generale: il loro ruolo principale è quello di spalla comica. Uno è basso, porta una bandana sulla testa e si arrabbia spesso con il suo compagno, che è alto, magro e sbadato. Sono in grado di parlare e finiscono le frasi con "zakenna" (「ザケンナー」?, "zakennā").

### Giardino della Luce
Mepple (メップル?, Meppuru)
Doppiato da: Tomokazu Seki (ed. giapponese), Paola Majano (ed. italiana)
È una creatura del Giardino della Luce ed è soprannominato "l'eroe prescelto" nonché protettore della principessa della speranza. Diventa il partner di Cure Black e finisce le frasi con l'intercalare "mepo" (「メポ」?, "mepo"). Lui e Mipple sono molto innamorati. Tende a prendersi gioco di Nagisa ed è sempre affamato; è anche piuttosto geloso di Pollun e a volte vorrebbe che fosse meno egoista. Al suo arrivo sulla Terra, perde il Contenitore Prismatico in prossimità del lago Hyotan. Nella sua coda custodisce la Pietra Prismatica rosa. Alla fine della prima serie decide di non tornare nel Giardino della Luce per restare sulla Terra al fianco di Nagisa, addormentandosi in eterno nel Card Commune, ma nella seconda serie si risveglia per aiutare le Pretty Cure contro i nuovi nemici.
Mipple (ミップル?, Mippuru)
Doppiata da: Akiko Yajima (ed. giapponese), Greta Bonetti (ed. italiana)
È una creatura del Giardino della Luce ed è soprannominata "la principessa della speranza". Diventa la partner di Cure White e finisce le frasi con l'intercalare "mipo" (「ミポ」?, "mipo"). È più riservata della sua controparte maschile, Mepple, di cui è innamorata ricambiata. È comprensiva e ha molta pazienza, per questo si occupa di Pollun, ma ciò tende a creare problemi tra lei e Mepple. Sia Mipple sia Mepple possono restare nelle loro vere forme solo per poco tempo sulla Terra prima di stancarsi, rimanendo per questo solitamente nella forma di cellulari. Nella sua coda custodisce la Pietra Prismatica blu. Alla fine della prima serie decide di non tornare nel Giardino della Luce per restare sulla Terra al fianco di Honoka, addormentandosi in eterno nel Card Commune, ma nella seconda serie si risveglia per aiutare le Pretty Cure contro i nuovi nemici.
Pollun (ポルン?, Porun, Porun)
Doppiato da: Haruna Ikezawa (ed. giapponese), Ilaria Latini / Laura Latini (ep. 41-49) (ed. italiana)
È una creatura del Giardino della Luce ed è soprannominato "il principe che guida verso il futuro". Arriva sulla Terra per portare le Pretty Cure nel Giardino una volta raccolte tutte le Pietre Prismatiche. A differenza di Mipple e Mepple, non si trasforma in cellulare, ma in una specie di computer. Ha un carattere egoista, viziato e infantile che irrita spesso Mepple. Sente molto la mancanza dei suoi compagni e finisce le frasi con l'intercalare "popo" (「ポポ」?, "popo"). Sbaglia sempre il nome delle Pretty Cure. Vive prevalentemente con Nagisa, ma in Max Heart si trasferisce da Hikari, essendone diventato il partner. Ottiene il potere della creazione delle Pietre Prismatiche da Wisdom e con questo può potenziare le Pretty Cure con i Bracciali dell'Arcobaleno, contattare il Giardino della Luce e rimanere per più tempo nella sua forma originale.
Regina della Luce (クイーン?, Kuīn, Queen)
Doppiata da: Kaya Matsutani (ed. giapponese), Giò Giò Rapattoni (ed. italiana)
È la sovrana del Giardino della Luce, un reame protetto dalle Pietre Prismatiche. Ha lunghi capelli biondi, è gigantesca e sta sempre seduta sul suo trono nel Palazzo della Luce. Senza la sua forza vitale, unita al potere delle Pietre Prismatiche, il Giardino della Luce cadrebbe nelle mani di Dotsuku. In Max Heart torna alla sua forma originaria e la sua vita si concretizza in Hikari.
Wisdom (ウィズダム?, Wizudamu)
Doppiato da: Taiki Matsuno (ed. giapponese), Maura Cenciarelli (ed. italiana)
È il guardiano delle Pietre Prismatiche (石の番人?, Ishi no ban'nin), tiene sempre gli occhi socchiusi e indossa una lunga tunica viola; chiama le Pretty Cure "fanciulle". Le sfere che lo circondano rappresentano il potere delle Pietre. Il contenitore delle Pietre Prismatiche, in cui Wisdom alloggia, era stato perso da Mepple mentre raggiungeva la Terra. Viene catturato da Belzei, che brama il suo potere, ma riesce in tempo e di nascosto a trasferire l'energia della creazione delle Pietre Prismatiche in Pollun. In seguito viene liberato. Al Giardino della Luce, trascorre il suo tempo insieme al Gran Consigliere. Il suo nome significa "saggezza" in inglese.
Gran Consigliere (長老?, Chōrō)
Doppiato da: Hiroshi Naka (ed. giapponese), Valerio Ruggeri (ed. italiana)
È l'anziano consigliere della Regina della Luce e sa molte cose sul Giardino della Luce. Essendo smemorato, sbaglia sempre i nomi di Nagisa e Honoka. Al Giardino della Luce, trascorre il suo tempo insieme al Guardiano delle Pietre Prismatiche.

### Altri personaggi
Rie Misumi (美墨 理恵?, Misumi Rie)
Doppiata da: Mayumi Shō (ed. giapponese), Daniela Calò (ed. italiana)
La madre di Nagisa, fa la casalinga ed è l'unica che ride alle battute del marito. È risoluta e decisa.
Takashi Misumi (美墨 岳?, Misumi Takashi)
Doppiato da: Takehito Koyasu (ed. giapponese), Edoardo Nordio / Gianni Bersanetti (Max Heart) (ed. italiana)
Il padre di Nagisa, fa l'impiegato in ufficio. Adora e si diverte a fare battute, alle quali ride però solamente la moglie. Da studente, frequentava la facoltà di scienze e andava spesso in campeggio.
Ryota Misumi (美墨 亮太?, Misumi Ryōta)
Doppiato da: Naozumi Takahashi (ed. giapponese), Tatiana Dessi (ed. italiana)
Il fratellino di Nagisa, frequenta le elementari e ha 10 anni. Litiga spesso con sua sorella, ma in fondo le vuole un gran bene. Ha una cotta per Honoka ed è molto bravo a giocare a badminton.
Sanae Yukishiro (雪城 さなえ?, Yukishiro Sanae)
Doppiata da: Masako Nozawa / Yuki Matsuoka (da bambina) (ed. giapponese), Paola Piccinato / Alessia La Monica (da bambina) (ed. italiana)
La nonna materna di Honoka, è una donna molto saggia, brava a cucinare e ha molto intuito. Quando aveva l'età di Honoka, ha raccolto il cellulare contenente Mipple quando questa è arrivata sulla Terra. Spesso aiuta Nagisa e Honoka a ritrovare il buonumore e la speranza nei momenti difficili e, pur non ammettendolo direttamente, sembra conoscere l'identità segreta delle due ragazze come Pretty Cure.
Aya Yukishiro (雪城 文?, Yukishiro Aya)
Doppiata da: Miki Itō (ed. giapponese), Michela Alborghetti / Ida Sansone (Max Heart) (ed. italiana)
La madre di Honoka, lei e il marito sono commercianti d'arte; per questo, sono sempre in viaggio per lavoro. Tornano a casa una volta l'anno, solo in occasione del compleanno della figlia, che adorano.
Taro Yukishiro (雪城 太郎?, Yukishiro Tarō)
Doppiato da: Takeru Miyashita (ed. giapponese), Edoardo Nordio / Massimo Bitossi (Max Heart) (ed. italiana)
Il padre di Honoka, lui e la moglie sono commercianti d'arte; per questo, sono sempre in viaggio per lavoro. Tornano a casa una volta l'anno, solo in occasione del compleanno della figlia, che adorano.
Chutaro (忠太郎?, Chūtarō)
Doppiato da: Ryōtarō Okiayu (ep. 22) (ed. giapponese), Roberto Stocchi (ep. 22) (ed. italiana)
Il cane della famiglia Yukishiro, è un Golden Retriever maschio. Pollun si diverte tanto a giocare con lui. Nell'episodio 22, viene data voce ai suoi pensieri quando aiuta il cagnolino Moko a ritrovare il suo padrone.
Akane Fujita (藤田 アカネ?, Fujita Akane)
Doppiata da: Mikako Fujita (ed. giapponese), Maura Cenciarelli (ed. italiana)
È la proprietaria del Tako Café, chiosco di takoyaki che Nagisa e Honoka frequentano spesso. Ha frequentato la Verone e giocava anche lei a lacrosse come Nagisa. All'ultimo anno delle medie, lei e i suoi compagni di classe hanno inventato la storia del fantasma della studentessa Ruriko, che ancora viene raccontata tra gli alunni della scuola. Prima di aprire il Tako Café, lavorava presso una grande azienda commerciale, ma poi ha lasciato il posto perché voleva creare qualcosa con le sue mani e rendere felici le persone. Il suo sogno è che il suo chiosco sia conosciuto e apprezzato da quante più persone possibili. In Max Heart ospita Hikari a casa sua, credendola sua cugina, e amplia la scelta di prodotti del chiosco vendendo anche gelati.
Rina Takashimizu (高清水 莉奈?, Takashimizu Rina)
Doppiata da: Yuka Tokumitsu (ed. giapponese), Monica Ward (ed. italiana)
Studentessa di seconda media, è amica di Shiho e Nagisa, con cui pratica lacrosse. Il suo numero di maglia è il 23. Ogni tanto disegna.
Shiho Kubota (久保田 志穂?, Kubota Shiho)
Doppiata da: Eri Sendai (ed. giapponese), Barbara Pitotti (ed. italiana)
È la migliore amica di Rina ed è coetanea di Nagisa e Honoka. Pratica lacrosse e il suo numero di maglia è il 55. È appassionata di gossip. Dopo aver diretto la recita di classe, decide di voler diventare una regista, vincere l'Oscar e sposare un attore famoso.
Shogo Fujimura "Fuji-P" (藤村 省吾 〈藤Ｐ〉?, Fujimura Shōgo "Fuji-P")
Doppiato da: Daisuke Kishio (ed. giapponese), Flavio Aquilone (ed. italiana)
Amico d'infanzia di Honoka e ragazzo per cui Nagisa ha una cotta, frequenta la terza media e gioca nella squadra di calcio della Verone. È stimato per la sua bellezza e sincerità. Il soprannome "Fuji-P" gli è stato dato da Honoka e Kimata quando erano piccoli, ma lui non ama particolarmente essere chiamato così. Alla fine della prima serie si diploma e, nella seconda, frequenta il liceo.
Kimata (木俣?, Kimata)
Doppiato da: Satoshi Katōgi (ed. giapponese), Daniele Natali / Leonardo Graziano (secondo film) (ed. italiana)
Studente di terza media e miglior amico di Fuji-P, gioca nella squadra di calcio della Verone e il suo numero di maglia è il 4. È un ragazzo molto solare e allegro i cui nonni vivono in campagna. Alla fine della prima serie si diploma e, nella seconda, frequenta il liceo.
Yuriko (ユリコ?, Yuriko)
Doppiata da: Kozue Kamada (ed. giapponese), Ilaria Latini (ed. italiana)
Fa parte del club di scienze con Honoka ed è sempre molto gentile con lei. È una delle poche persone a chiamarla per nome; il suo sogno è andare a studiare in una città europea. Nella seconda serie diventa il vice di Honoka e capo del club.
Natsuko Koshino (越野 夏子?, Koshino Natsuko)
Doppiata da: Ami Koshimizu (ed. giapponese), Gemma Donati (ep. 13-14) / Letizia Ciampa (ed. italiana)
Compagna di classe di Nagisa e Honoka, dopo aver visto le Pretty Cure in azione, per un certo periodo si veste come Cure Black per far divertire i bambini al parco insieme a Kyoko. È brava a cucire e quando è stata messa in scena la recita Romeo e Giulietta le è stato dato l'incarico di occuparsi dei costumi.
Kyoko Mori (森 京子?, Mori Kyōko)
Doppiata da: Kaori Nazuka (ed. giapponese), Eleonora Reti (ed. italiana)
Compagna di classe di Nagisa e Honoka, dopo aver visto le Pretty Cure in azione, per un certo periodo si veste come Cure White per far divertire i bambini al parco insieme a Natsuko. Aiuta quest'ultima come costumista per le recite della scuola.
Yumiko Nakagawa (中川 弓子?, Nakagawa Yumiko)
Doppiata da: Hitomi Nabatame (ed. giapponese), Sabrina Duranti (ed. italiana)
È il capitano della squadra di lacrosse e nella seconda serie lascia il suo ruolo, avendo finito le medie, a Nagisa.
Mayu Kashiwada (柏田 真由?, Kashiwada Mayu)
Doppiata da: Akeno Watanabe (ed. giapponese), Gemma Donati (ed. italiana)
Compagna di classe di Nagisa e Honoka, fa parte del club d'arte e ha le lentiggini. Ragazza introversa, ammira molto un pittore italiano di nome Mario e tiene i capelli pettinati come quelli di Nagisa.
Seiko Taniguchi (谷口 聖子?, Taniguchi Seiko)
Doppiata da: Konami Yoshida (ed. giapponese), Gemma Donati / Emanuela Damasio (ep. 39) / ? (ep. 45) / Raffaella Castelli (Max Heart ep. 35) (ed. italiana)
Compagna di classe di Nagisa e Honoka, è una ragazza timida e porta nei capelli una mollettina rosa a forma di quadrifoglio. Ha una cotta per Kiriya, ma, quando si dichiara, viene respinta. Suona il pianoforte.
Yui Morioka (森岡 唯?, Morioka Yui)
Doppiata da: Masako Jō (ed. giapponese), Alessia La Monica (ep. 39) / Letizia Ciampa (ed. italiana)
Compagna di classe di Nagisa e Honoka, ha una cotta per Shogo e lo confessa a Nagisa, non sapendo che anche lei ne è innamorata. Quando si dichiara, però, viene respinta. È allegra e non si perde mai d'animo.
Chiaki Yabe (矢部 千秋?, Yabe Chiaki)
Doppiata da: Akiko Nakagawa (ed. giapponese), Emanuela Damasio (ed. italiana)
Compagna di classe di Nagisa e Honoka, fa parte del coro, che dirige, e suona il pianoforte. È una ragazza molto intelligente e porta gli occhiali, e, quando si tratta di musica, è molto severa ed esigente.
Yuka Odajima (小田島 友華?, Odajima Yuka)
Doppiata da: Mayumi Iizuka (ed. giapponese), Federica De Bortoli (ed. italiana)
Frequenta la terza media e proviene da una famiglia ricca. È la superstar della scuola e primeggia in tutti campi: pur non praticando nessuno sport particolare, è molto brava a pallavolo e tennis; partecipa fin dal primo anno al club di scienze e a quello della cerimonia del tè, prende lezioni di piano e d'inglese, suona il flauto traverso nella banda della scuola e la prima volta che gioca a lacrosse, con il numero 29, segna subito varie reti. Tuttavia, sente fortemente il peso dei propri impegni e il non potersi divertire spensieratamente come le sue coetanee la rende infelice. Yuka apprezza molto Nagisa e vede in lei un esempio da seguire; dal canto suo, anche Nagisa prova le stesse cose, ammirando molto la sua grande energia e a volte sentendosi inferiore. Alla fine della prima serie si diploma e, nella seconda, frequenta il liceo.
Kazuki Hasekura (支倉 一樹?, Hasekura Kazuki)
Doppiato da: Toshinobu Iida (ed. giapponese), Gabriele Patriarca (ed. italiana)
È uno studente del terzo anno alla Verone e gioca a basket. Molto popolare tra le ragazze, dopo aver visto la determinazione di Nagisa nella staffetta si prende una cotta per lei. Quando la ragazza lo respinge, però, non ci resta male perché nel frattempo si è innamorato di Cure Black, che considera la ragazza dei suoi sogni, non sapendo che si tratta della stessa persona ma in vesti diverse.
Yoshimi Takenouchi (竹ノ内 よし美?, Takenouchi Yoshimi)
Doppiata da: Ai Nagano (ed. giapponese), Alessandra Grado (ed. italiana)
È la giovane insegnante della classe di Nagisa e Honoka, romantica e tranquilla. Nel corso della prima serie, si sposa.
Preside (校長?, Kōchō)
Doppiato da: Kōzō Shioya (ed. giapponese), Enzo Avolio (ed. italiana)
Il preside della Verone Academy, anche se può sembrare severo, in realtà è molto buono e goffo. Si arrabbia spesso con il vice-preside Kometsuki, ritenendolo eccessivo nei metodi disciplinari.
Vice-preside Kometsuki (米槻教頭?, Kometsuki kyōtō)
Doppiato da: Tomohiro Nishimura (ed. giapponese), Oliviero Dinelli (ed. italiana)
Il vice-preside della Verone Academy, è brusco e adora leggere manga, ma tiene questa passione nascosta. Segue ovunque il preside per mettersi in buona luce ai suoi occhi, senza riuscirci, venendo costantemente rimproverato sia dagli studenti che dalla signorina Yoshimi per i suoi metodi eccessivamente severi.

## Oggetti magici
Card Commune (カードコミューン?, Kādo Komyūn)
È il telefono cellulare in cui si trasformano Mipple e Mepple. È corredato da un set di carte che, se strisciate nell'apposita fessura, permettono alle Pretty Cure di far mangiare, dormire e curare Mipple e Mepple. Inoltre, se viene strisciata la Carta della Regina, Nagisa e Honoka attivano la trasformazione.
Pietre Prismatiche (プリズムストーン?, Purizumu Sutōn, Prism Stones)
Sono sette piccole gemme arcobaleno a forma di cuore, che, una volta raccolte tutte, consentono di liberare il potere della creazione.
Contenitore Prismatico (プリズムホーピッシュ?, Purizumu Hōpisshu, Prism Hopish)
È il contenitore in cui vengono custodite le Pietre Prismatiche ed è sorvegliato da Wisdom. Al suo arrivo sulla Terra, Mepple lo perde nei pressi del lago Hyotan.
Diario delle Pretty Cure (プリキュア手帳?, Purikyua Techō)
È il diario donato da Wisdom alle Pretty Cure. Può essere letto solo da chi ha i poteri della Luce, utilizzando una luce speciale che rivela l'inchiostro invisibile.
Misuratore d'Amore Prismatico (プリズムラブチェッカー?, Purizumu Rabu Chekkā, Prism Love Checker)
È un oggetto proveniente dal Giardino della Luce che misura quanto sono innamorate due persone, facendo poggiare ai due un dito su di esso.
Pretty Commune (プリティコミューン?, Puriti Komyūn)
È il contenitore in cui si trasforma Pollun e assomiglia a un computer portatile. Grazie ad esso si può comunicare con il Giardino della Luce.
Bracciale dell'Arcobaleno (レインボーブレス?, Reinbō Buresu, Rainbow Braces)
È il bracciale donato da Pollun alle Pretty Cure, che conferisce loro la possibilità d'invocare il potere delle Pietre Prismatiche.

## Trasformazioni e attacchi
- Trasformazione: Nagisa e Honoka passano la Carta della Regina nella fessura del Card Commune, si prendono per mano e vengono avvolte da un'enorme bolla arcobaleno, nella quale avviene la trasformazione, e, diventate Cure Black e Cure White, si presentano al nemico.

[Black] 光の使者、キュアブラック！ (Emissaria della Luce, Cure Black!)

[White] 光の使者、キュアホワイト！ (Emissaria della Luce, Cure White!)

[Insieme] ふたりはプリキュア！ (Noi due siamo le Pretty Cure!)

[White] 闇の力のしもべ達よ！ (Servi delle forze delle tenebre,)

[Black] とっととお家に帰りなさい！ (tornate subito nel luogo dal quale provenite!)»
[Black] Io sono Cure Black, la protettrice della Luce!

[White] Io sono Cure White, la protettrice della Luce!

[Insieme] Siamo le Pretty Cure!

[White] Soldato dell'esercito delle tenebre,

[Black] tornatene subito da dove sei venuto!»
- Doppio Vortice (マーブル・スクリュー?, Māburu Sukuryū, Marble Screw): è l'attacco di Cure Black e Cure White. Le Pretty Cure invocano il Fulmine Nero e il Fulmine Bianco e li combinano in un vortice che spazza via il nemico. La sua forza dipende da quanto forte si tengono per mano.

[White] ホワイトサンダー！ (White Thunder!)

[White] プリキュアの美しき魂が！ (Le splendide anime delle Pretty Cure…)

[Black] 邪悪な心を打ち砕く！ (Distruggeranno i cuori malvagi!)

[Insieme] プリキュア・マーブル・スクリュー！ (Pretty Cure Marble Screw!)»
[White] Gran Fulmine Bianco!

[White] Questa è la forza benefica delle Pretty Cure…

[Black] Per combattere le forze delle tenebre!

[Insieme] Doppio Vortice delle Pretty Cure!»
- Terapia dell'Arcobaleno (レインボー・セラピー?, Reinbō Serapī, Rainbow Therapy): è l'attacco di Cure Black e Cure White. Le Pretty Cure vengono avvolte da una bolla arcobaleno, separata poi in fasci di luce su umani o animali per guarirli da influenze maligne.

[White] ホワイトパルサー！ (White Pulsar!)

[White] 闇の呪縛に囚われし者たちよ！ (Voi che siete maledetti dai poteri dell'oscurità…)

[Black] 今、その鎖を断ち切らん！ (Ora, romperemo le catene che vi legano!)

[Insieme] プリキュア・レインボー・セラピー！ (Pretty Cure Rainbow Therapy!)»
[White] Spirale Bianca!

[White] Tu che sei afflitto dai poteri dell'oscurità,

[Black] ti ordino di liberarti dalle sue catene!

[Insieme] Terapia dell'Arcobaleno delle Pretty Cure!»
- Tempesta Arcobaleno (レインボー・ストーム?, Reinbō Sutōmu, Rainbow Storm): è l'attacco di Cure Black e Cure White, con l'ausilio dei Bracciali dell'Arcobaleno, a partire dall'episodio 30. Le Pretty Cure, dopo aver ricevuto i Bracciali dell'Arcobaleno lanciati da Pollun, creano una tempesta arcobaleno, che investe il nemico.

[White] 希望の力よ！光の意志よ！ (Potere della speranza! Volontà della luce!)

[Black] 未来へ向かって、突き進め！ (Verso il futuro, rivolgetevi avanti!)

[Pretty Cure] プリキュア・レインボー・ストーム！ (Pretty Cure Rainbow Storm!)»
[White] La forza della speranza! Il potere della luce!

[Black] Per sempre avanti, verso il futuro!

[Pretty Cure] Tempesta Arcobaleno delle Pretty Cure!»

## Luoghi
Giardino della Luce (光の園?, Hikari no Sono)
È il mondo di Mepple, Mipple, Pollun e Lulun. È protetto dal potere delle Pietre Prismatiche e governato dalla Regina della Luce. È sempre pieno di luce e vi sbocciano i fiori tutto l'anno. Sul Colle della Luce sono custodite le Pietre Prismatiche.
Giardino dell'Arcobaleno (虹の園?, Niji no Sono)
È il nome con il quale Mipple, Mepple, Pollun e i cattivi si riferiscono alla Terra.
Dotsuku (ドツクゾーン?, Dotsuku Zōn, Dotsuku Zone)
È il Regno delle Tenebre, una landa buia e desolata sede delle forze del male.
Verone Academy (ベローネ学院?, Berōne Gakuin)
È la scuola frequentata da Nagisa e Honoka e, in Max Heart, anche da Hikari. È divisa in due parti, una adibita alle ragazze e l'altra ai ragazzi. Il suo simbolo è la Statua del Domani, rappresentante l'impegno profuso nel presente per raggiungere gli obiettivi del futuro, ed è presa a modello, in quanto a ideali, dagli studenti. Comprende sia le medie che le superiori.
TAKO✯CAFE
È il chiosco di takoyaki di Akane, nel quale, in Max Heart, Hikari inizia a lavorare. Honoka, Nagisa, Shiho e Rina lo frequentano spesso.
Lago Hyotan (ひょうたん池?, Hyōtan Ike)
Situato nel monte Kappa, è il lago dove Mepple ha perso il Contenitore Prismatico al suo arrivo sulla Terra. È considerato un posto dove splendono due soli e nella seconda serie le Pretty Cure trovano lì la forza di ricevere i Bracciali di Scintille.
Villa nel bosco (闇の洋館?, Yami no yōkan)
È la villa in cui vivono i Semi dell'Oscurità insieme ai due Zakenna maggiordomi; in Max Heart viene abitata dai Quattro Guardiani insieme al bambino e ai due Zakenna maggiordomi.

## Episodi

### Sigle
Le sigle originali di apertura e di chiusura sono composte da Yasuo Kosugi con i testi di Kumiko Aoki. Le sigle italiane, interpretate per Rai Trade con testi di Bruno Tibaldi, seguono lo stesso arrangiamento di quelle giapponesi.
Sigla di apertura
- DANZEN! Futari wa Pretty Cure (ＤＡＮＺＥＮ！ふたりはプリキュア?), cantata da Mayumi Gojō

Sigla di chiusura
- Get You! Love Love?! (ゲッチュウ！らぶらぶぅ？！?), cantata da Mayumi Gojō

Sigla di apertura italiana
- Pretty Cure, versione italiana di DANZEN! Futari wa Pretty Cure, cantata da Giorgia Alissandri

Sigla di chiusura italiana
- Ciao Nagisa e Honoka, versione italiana di Get You! Love Love?!, cantata da Giorgia Alissandri

Del video della sigla di coda originale sono state realizzate due versioni: nella prima compaiono le Pretty Cure insieme ad altri personaggi, tra cui i Dark Five; nella seconda, a loro si aggiunge Pollun e i Dark Five vengono sostituiti dai Semi dell'Oscurità.

### Distribuzione
In Giappone la serie è stata raccolta in una collezione di 13 VHS e 13 DVD sia da Marvelous Entertainment che Pony Canyon tra il 18 agosto 2004 e il 18 agosto 2005. Nei primi 10 DVD sono presenti quattro episodi, mentre negli altri solo tre. Il 2 febbraio e il 2 marzo 2011 la serie è stata raccolta in due DVD-BOX e il 28 giugno 2023 in un cofanetto Blu-ray.
Il 26 febbraio 2020 è stato pubblicato, sia in DVD che in Blu-ray, uno special dal titolo Futari wa Pretty Cure - sōshūhen: ~Bucchake, ariena~i!? 2020 edition~ (ふたりはプリキュア 総集編 ～ぶっちゃけ、ありえな～い！？ ２０２０ｅｄｉｔｉｏｎ～?) che condensa tutti i 49 episodi in 270 minuti riassumendo la trama della serie.

### Variazioni nell'edizione italiana
- Il nome Nagisa [na•'gi•sa], なぎさ in hiragana, diventa [na•'dʒi•za], cioè la seconda sillaba si legge come si scrive in italiano, sostituendo l'occlusiva velare sonora (la g di /gatto/) con una affricata postalveolare sonora (la g di /giorno/). La fricativa alveolare sorda della terza sillaba diventa sonora.

## Film
| Titolo | Prima visione                |
| Titolo | Giapponese (cinematografica) |
| --- | ---------------------------- |
| Pretty Cure All Stars GoGo Dream Live! (ちょ～短編 プリキュアオールスターズ ＧｏＧｏドリームライブ！?, Cho~ Tanpen Purikyua Ōru Sutāzu GoGo Dorīmu Raibu!)                                                                                            | 8 novembre 2008              |
| Eiga Pretty Cure All Stars DX - Minna tomodachi ☆ Kiseki no zenin daishūgō! (映画 プリキュアオールスターズＤＸ みんなともだちっ☆奇跡の全員大集合！?, Eiga Purikyua Ōru Sutāzu DX Minna tomodachi ☆ Kiseki no zenin daishūgō!)                         | 20 marzo 2009                |
| Eiga Pretty Cure All Stars DX 2 - Kibō no hikari ☆ Rainbow Jewel wo mamore! (映画 プリキュアオールスターズＤＸ２ 希望の光☆レインボージュエルを守れ！?, Eiga Purikyua Ōru Sutāzu DX 2 Kibō no hikari ☆ Reinbō Jueru wo mamore!)                        | 20 marzo 2010                |
| Eiga Pretty Cure All Stars DX 3 - Mirai ni todoke! Sekai wo tsunagu ☆ Niji-iro no hana (映画 プリキュアオールスターズＤＸ３ 未来にとどけ！世界をつなぐ☆虹色の花?, Eiga Purikyua Ōru Sutāzu DX 3 Mirai ni todoke! Sekai wo tsunagu ☆ Niji-iro no hana) | 19 marzo 2011                |
| Eiga Pretty Cure All Stars New Stage - Mirai no tomodachi (映画 プリキュアオールスターズＮｅｗＳｔａｇｅ みらいのともだち?, Eiga Purikyua Ōru Sutāzu New Stage Mirai no tomodachi)                                                                    | 17 marzo 2012                |
| Eiga Pretty Cure All Stars New Stage 2 - Kokoro no tomodachi (映画 プリキュアオールスターズＮｅｗＳｔａｇｅ２ こころのともだち?, Eiga Purikyua Ōru Sutāzu New Stage 2 Kokoro no tomodachi)                                                            | 16 marzo 2013                |
| Eiga Pretty Cure All Stars New Stage 3 - Eien no tomodachi (映画 プリキュアオールスターズＮｅｗＳｔａｇｅ３ 永遠のともだち?, Eiga Purikyua Ōru Sutāzu New Stage 3 Eien no tomodachi)                                                                  | 15 marzo 2014                |
| Eiga Pretty Cure All Stars - Haru no carnival♪ (映画 プリキュアオールスターズ 春のカーニバル♪?, Eiga Purikyua Ōru Sutāzu Haru no kānibaru♪) | 14 marzo 2015                |
| Eiga Pretty Cure All Stars - Minna de utau♪ Kiseki no mahō! (映画 プリキュアオールスターズ みんなで歌う♪奇跡の魔法！?, Eiga Purikyua Ōru Sutāzu Minna de utau♪ Kiseki no mahō!)                                                                       | 19 marzo 2016                |
| Eiga HUGtto! Pretty Cure ♡ Futari wa Pretty Cure - All Stars Memories (映画 ＨＵＧっと！プリキュア♡ふたりはプリキュア オールスターズメモリーズ?, Eiga HUGtto! Purikyua ♡ Futari wa Purikyua Ōru Sutāzu Memorīzu)                                      | 27 ottobre 2018              |
| Eiga Pretty Cure All Stars F (映画 プリキュアオールスターズＦ?, Eiga Purikyua Ōru Sutāzu F) | 15 settembre 2023            |

## Manga
Il manga di Pretty Cure, disegnato da Futago Kamikita, è stato serializzato sulla rivista Nakayoshi di Kōdansha da aprile 2004 a febbraio 2005. Le storie raccontate negli undici capitoli fanno da contorno all'anime e narrano la vita quotidiana delle protagoniste, senza combattimenti. Sono stati raccolti per la prima volta in un tankōbon il 1º dicembre 2014, insieme alla prima parte di una storia realizzata apposta.
Il 4 febbraio 2005 una seconda versione del manga, sempre disegnata da Futago Kamikita, è stata pubblicata in un singolo tankōbon dalla Kōdansha. A differenza della versione serializzata su rivista, il manga in monografico adatta in formato cartaceo l'anime, pur con qualche differenza, arrivando fino all'episodio 26 e concludendosi con la prima sconfitta di Re Jaaku e la comparsa di Pollun sulla Terra; alla fine sono stati aggiunti, come extra, i capitoli 2, 4, 7 e 9 della versione pubblicata su Nakayoshi. Il volume è stato pubblicato anche in Cina a gennaio 2008. Il 1º dicembre 2014 è stato ristampato, togliendo i quattro capitoli da Nakayoshi e aggiungendo la seconda parte di una storia realizzata apposta.
| Nº                          | Titolo italiano Giapponese 「Kanji」 - Rōmaji | Data di prima pubblicazione             | Data di prima pubblicazione |
| Nº                          | Titolo italiano Giapponese 「Kanji」 - Rōmaji | Giapponese                              |                             |
| Tankōbon (1 volume)         | |                                         |                             |
| Unico                       | Futari wa Pretty Cure 「ふたりはプリキュア」 - Futari wa Purikyua | 4 febbraio 2005 ISBN 4-06-334971-3      |                             |
| Unico                       | Trama Ripercorre gli eventi dei primi ventisei episodi, mostrando la trasformazione di Nagisa e Honoka in Pretty Cure, la sconfitta di Pisard, l'arco di Kiriya e il combattimento finale. Fermandosi all'episodio 26, non esplora la seconda parte dell'anime: le Pretty Cure, quindi, non devono affrontare i Semi dell'Oscurità e un Re Jaaku redivivo, e non ricevono nemmeno i Bracciali dell'Arcobaleno. |                                         |                             |
| Edizione Wide KC (2 volumi) | |                                         |                             |
| 1                           | Futari wa Pretty Cure 1 「ふたりはプリキュア １」 - Futari wa Purikyua 1 | 1º dicembre 2014 ISBN 978-4-06-337813-9 |                             |
| 1                           | Trama Raccolta delle storie originali di Nakayoshi. |                                         |                             |
| 2                           | Futari wa Pretty Cure 2 「ふたりはプリキュア ２」 - Futari wa Purikyua 2 | 1º dicembre 2014 ISBN 978-4-06-337814-6 |                             |

### Altre pubblicazioni
Il 30 ottobre 2004 e il 23 aprile 2005 la Kōdansha ha pubblicato in Giappone Futari wa Pretty Cure: Visual Fan Book Vol. 1 (ふたりはプリキュア ビジュアルファンブックＶｏｌ．１?, Futari wa Purikyua Bijuaru Fan Bukku Vol. 1) con ISBN 4-06-314659-6 e Futari wa Pretty Cure: Visual Fan Book Vol. 2 (ふたりはプリキュア ビジュアルファンブックＶｏｌ．２?, Futari wa Purikyua Bijuaru Fan Bukku Vol. 2) con ISBN 4-06-314660-X, due libri dedicati alla serie contenenti alcune immagini e i retroscena dello sviluppo.
Il 9 dicembre 2005 è uscito in Italia Pretty Cure - Il libro della luce con ISBN 8809046420, edito da Giunti Editore e con testi di Elisa Prati. Il libro è suddiviso in sette capitoli, ognuno con un tema specifico e caratterizzato da un giorno della settimana.
Il 17 settembre 2015 è stato pubblicato un romanzo scritto da Aki Kanehiro e illustrato da Akira Inagami con ISBN 978-4-06-314872-5 che racconta nuove vicende intorno a Nagisa e Honoka, e approfondisce l'incontro avvenuto sessanta anni prima tra la nonna di Honoka, Sanae, e Mipple. Il 14 luglio 2018, col quindicesimo della serie, è stato pubblicato Futari wa Pretty Cure - meigonshū: Watashi-tachi wa zettai makenai (ふたりはプリキュア名言集 わたしたちはぜったい負けない? lett. "Futari wa Pretty Cure - citazioni: Noi non perderemo mai") con ISBN 978-4-06-512303-4, una raccolta di frasi celebri di Cure Black e Cure White unita ad illustrazioni.

## CD e videogiochi
Durante il corso della serie sono stati pubblicati diversi CD e raccolte, sia di brani musicali che di colonna sonora, da Marvelous Entertainment. I videogiochi, invece, sono stati distribuiti da Bandai.
| Nº | Titolo CD | Numero tracce | Data uscita       |
| -- | --- | ------------- | ----------------- |
| 1  | DANZEN! Futari wa Pretty Cure (ＤＡＮＺＥＮ！ふたりはプリキュア?) (edizione VAP) | 4             | 24 marzo 2004     |
| 2  | Futari wa Pretty Cure - Original Soundtrack 1: Pretty Cure Sound Screw! (ふたりはプリキュア オリジナル・サウンドトラック１ プリキュア・サウンド・スクリュー！?)                                                                   | 41            | 21 aprile 2004    |
| 3  | DANZEN! Futari wa Pretty Cure (ＤＡＮＺＥＮ！ふたりはプリキュア?) (edizione Geneon) | 4             | 24 settembre 2004 |
| 4  | Futari wa Pretty Cure - Vocal Album: DUAL VOCAL WAVE! ~Arittake no egao de~ (ふたりはプリキュア ボーカルアルバム ＤＵＡＬ ＶＯＣＡＬ ＷＡＶＥ！ ～ありったけの笑顔で～?)                                                          | 11            | 24 settembre 2004 |
| 5  | Futari wa Pretty Cure - CD Drama Series: Futari de Pretty Drama No.1 - Bucchake oedo de gozaru!? (ふたりはプリキュア ＣＤドラマシリーズ ふたりでプリドラＮｏ．１ ぶっちゃけお江戸でござる！？?)                                   | 10            | 22 ottobre 2004   |
| 6  | Futari wa Pretty Cure - Vocal Album 2: VOCAL RAINBOW STORM!! ~Hikari ni naritai~ (ふたりはプリキュア ボーカルアルバム２ ＶＯＣＡＬ ＲＡＩＮＢＯＷ ＳＴＯＲＭ！！ ～光になりたい～?)                                               | 11            | 22 dicembre 2004  |
| 7  | Futari wa Pretty Cure - CD Drama Series: Futari de Pretty Drama No.2 - Maji shindoi! Yuki wa maneku yo arashi wo yonde!? (ふたりはプリキュア ＣＤドラマシリーズ ふたりでプリドラＮｏ．２ マジしんどい！雪は招くよ嵐を呼んで！？?) | 11            | 22 dicembre 2004  |
| 8  | Futari wa Pretty Cure - Original Soundtrack 2: Pretty Cure Sound Therapy!! (ふたりはプリキュア オリジナル・サウンドトラック２ プリキュア・サウンド・セラピー！！?)                                                                | 50            | 26 gennaio 2005   |
| 9  | "Futari wa Pretty Cure" 1st Year - Character & Chara Song Best (『ふたりはプリキュア』 １ｓｔ Ｙｅａｒ キャラクター＆キャラソンベスト?)                                                                                           | 16            | 22 settembre 2005 |
| 10 | Precure 5th ANNIVERSARY: Precure Vocal BOX 1 ~Hikari no shō~ (プリキュア ５ｔｈ ＡＮＮＩＶＥＲＳＡＲＹ プリキュアボーカルＢＯＸ１ ～光の章～?)                                                                                    | 63            | 6 agosto 2008     |
| 11 | Precure 5th ANNIVERSARY: Precure Vocal BOX 2 ~Kibō no shō~ (プリキュア ５ｔｈ ＡＮＮＩＶＥＲＳＡＲＹ プリキュアボーカルＢＯＸ２ ～希望の章～?)                                                                                    | 62            | 3 dicembre 2008   |
| 12 | Futari wa Pretty Cure - Memorial Vocal Selection (ふたりはプリキュア メモリアルボーカルセレクション?) | 16            | 20 luglio 2011    |
| 13 | Precure Vocal Best BOX (プリキュア ボーカルベストＢＯＸ?) | 240           | 4 settembre 2013  |
| 14 | Precure Colorful Collection: Lovely♥Pink (プリキュアカラフルコレクション ラブリー♥ピンク?) | 33            | 17 dicembre 2014  |
| 15 | Precure Colorful Collection: Happy♪Red&White (プリキュアカラフルコレクション ハッピー♪レッド＆ホワイト?) | 31            | 17 dicembre 2014  |
| 16 | Precure Opening Theme Collection 2004~2016 (プリキュア オープニングテーマコレクション２００４～２０１６?) | 15            | 3 agosto 2016     |
| 17 | Precure Ending Theme Collection 2004~2016 (プリキュア エンディングテーマコレクション２００４～２０１６?) | 25            | 25 gennaio 2017   |

| Nº | Titolo videogioco                                                                                             | Piattaforma      | Data uscita     |
| -- | --- | ---------------- | --------------- |
| 1  | Futari wa Pretty Cure (ふたりはプリキュア?)                                                                   | Sega Pico        | 26 giugno 2004  |
| 2  | Futari wa Pretty Cure: Ariena~i! Yume no sono wa daimeikyū (ふたりはプリキュア ありえな～い！夢の園は大迷宮?) | Game Boy Advance | 9 dicembre 2004 |

## Accoglienza
Pretty Cure ha ricevuto recensioni miste. Theron Martin di Anime News Network la lodò per la sua capacità di differenziarsi dagli altri anime di genere, proponendo protagoniste che possono operare solo come duo, trasformando questo fatto nella loro maggiore forza, ma anche nel loro tallone d'Achille, e coinvolgendo molta più fisicità nelle sequenze dei combattimenti, introducendo una vena shōnen in un anime tipicamente shōjo. Tuttavia, criticò la serie definendola "banale nella costruzione. Le personalità delle protagoniste sono quelle in contrasto della tipica maschiaccia stupida e della bella ragazza intelligente, e l'impostazione e le storie di ogni episodio sarebbero potute provenire da qualsiasi altra serie majokko". Apprezzò l'evolversi del rapporto tra Nagisa e Honoka nel corso della storia, l'animazione e la lunghezza dei combattimenti, la differenziazione dei costumi delle Pretty Cure, ma non la colonna sonora ("rende la serie terribilmente datata; ricorda il rock pessimo degli anni '80"). Il sito THEM Anime Reviews, invece, bocciò completamente la serie, sostenendo che fosse un anime "semplicemente stupido, forse quasi peggiore del più stupido degli anime majokko stupidi, Wedding Peach". In particolare, evidenziò che gli elementi che rendevano orribile la serie erano la trama "piena di cliché", "una copia diretta di Sailor Moon", il metodo di trasformazione e la sua lunghezza, i nomi degli attacchi, i mostri, la banalità dei caratteri delle protagoniste e la fastidiosità delle mascotte. Gli unici elementi apprezzati furono l'utilizzo delle arti marziali per combattere il nemico e la sigla di coda.

## Trasmissioni e adattamenti nel mondo
Pretty Cure è stato trasmesso, oltre che in Giappone e in Italia, anche in diversi Paesi in tutto il mondo.
| Stato         | Rete televisiva / piattaforma streaming | Data 1ª TV/streaming                |
| ------------- | --------------------------------------- | ----------------------------------- |
| Albania       | Bang Bang                               | 2 luglio – 5 agosto 2015            |
| Australia     | Cartoon Network                         | 1º aprile 2011 – 28 gennaio 2012    |
| Canada        | YTV                                     | 6 marzo 2009 – 31 luglio 2010       |
| Cile          | ETC TV                                  | 13 luglio 2013                      |
| Corea del Sud | SBS, Champ TV, Anione TV                | 5 dicembre 2005 – 27 novembre 2006  |
| Filippine     | ABS-CBN, Hero TV                        | 2008 – 2009                         |
| Francia       | ADN (Anime Digital Network)             | 18 giugno 2020                      |
| Germania      | RTL II                                  | 5 settembre – 15 novembre 2005      |
| Hong Kong     | TVB                                     | 16 luglio 2006 – 22 luglio 2007     |
| Indonesia     | Indosiar, RCTI, Spacetoon Plus          | 2005 – 2006                         |
| Malaysia      | Ntv 7                                   | 18 marzo 2006                       |
| Medio Oriente | Crunchyroll                             | 25 marzo 2021                       |
| Messico       | Galavisiòn, Televisa Canal 5            | 25 novembre – 22 dicembre 2010      |
| Nord Africa   | Crunchyroll                             | 25 marzo 2021                       |
| Nuova Zelanda | Cartoon Network                         | 1º aprile 2011 – 28 gennaio 2012    |
| Regno Unito   | Pop Girl                                | 6 settembre 2010                    |
| Singapore     | MediaCorp TV                            | 1º aprile 2006 – 3 marzo 2007       |
| Spagna        | Cuatro, Clan TVE, Jetix                 | 18 settembre 2006 – 29 gennaio 2007 |
| Stati Uniti   | IGN Direct2Drive, Crunchyroll           | aprile 2009                         |
| Taiwan        | YOYO TV                                 | 31 dicembre 2005 – 2 dicembre 2006  |
| Thailandia    | Modern Nine TV                          | 11 febbraio – 29 luglio 2006        |

In Canada, Australia, Nuova Zelanda e Regno Unito, i nomi dei personaggi sono stati cambiati e le protagoniste si chiamano Natalie Blackstone e Hannah Whitehouse. Le scritte giapponesi sono sostituite da altre in inglese e vengono omesse le esclamazioni a fine frase delle mascotte. La sigla è sia di apertura che di chiusura, diversa dalle originali e s'intitola Together We Are Pretty Cure, della durata di 48 secondi.
L'acquisizione dei diritti da parte di 4Kids Entertainment per gli Stati Uniti venne annunciata il 25 febbraio 2006, mentre a settembre 2008 fu comunicata la loro estinzione a causa di alcuni problemi sorti all'interno di 4Kids; la serie non fu mai trasmessa. Nell'aprile 2009, FUNimation Entertainment rese disponibile la versione sottotitolata sul proprio sito. Nel luglio dello stesso anno, Toei Animation iniziò a rendere disponibili gli episodi, sottotitolati in inglese, sul servizio Direct2Drive di IGN e in streaming su Crunchyroll.
In Spagna e Germania le sigle vengono cantante in lingua locale. I nomi sono stati mantenuti quelli originali, mentre le trasformazioni e gli attacchi sono tradotti. Nella penisola iberica la serie è stata distribuita da Elastic Rights e doppiata dallo studio Abaira; il doppiaggio tedesco è invece curato da MME Studios Berlin e la serie è stata distribuita da m4e e Universum-Films. In Germania è stato pubblicato un CD con tutte le canzoni della serie ricantate in tedesco e, nel 2006, sono anche stati venduti i DVD, ma solo fino al sesto (episodio 24). Ogni disco contiene 4 episodi, ha un doppio audio Dolby Surround 2.0 Stereo tedesco-giapponese e sottotitoli in tedesco. Oltre al doppiaggio, in Europa, Medio Oriente e Nord Africa, la serie è stata resa disponibile in streaming su Crunchyroll in versione originale, sottotitolata in lingua locale.
In Messico e Cile la serie è prodotta da Optimedia Productions e distribuita da Alebrije Entertainment. Le sigle sono in spagnolo e il doppiaggio, curato da Digital Post Mexico, cambia i nomi delle Pretty Cure in Cure Negra e Cure Blanca. A settembre 2011, in Messico sono stati pubblicati i DVD, ognuno contenente due episodi, con il solo audio spagnolo.
In Corea del Sud la serie è chiamata Bich-ui jeonsa Pretty Cure (빛의 전사 프리큐어?, lett. "Guerriere della Luce Pretty Cure"). Le sigle sono tradotte in coreano e restano invariate le formule di trasformazione e gli attacchi, ma viene eliminato ogni riferimento al Giappone, tagliando del tutto gli episodi 15 e 29, e cambiano tutti i nomi dei personaggi: Nagisa si chiama Mook Ha-ram (묵하람?), mentre Honoka è Baek Shi-yeon (백시연?).
L'adattamento adottato a Taiwan, in cinese, rende la parola Cure con il carattere 天使S (Tiānshǐ), che significa "Angelo", nei nomi delle protagoniste, e con i caratteri 光之美少女S (Guāng zhīměi shàonǚ, lett. "Ragazze della Luce") il titolo della serie. Gli episodi, oltre ad essere doppiati, sono anche sottotitolati, e hanno entrambe le sigle in mandarino; le trasformazioni e gli attacchi sono tradotti. A Hong Kong, i nomi presentano gli stessi ideogrammi degli originali, ma cambia la pronuncia, e trasformazioni e attacchi sono tradotti; il testo della sigla di apertura è di Chen Li Heng ed è cantata dalle Twins. In Indonesia, la sigla iniziale, usata anche come finale, è cantata da Tisa Julianty Hariyadi, che nella serie è la voce di Nagisa, con un arrangiamento leggermente diverso da quello originale giapponese; sono stati mantenuti i nomi originali dei personaggi, delle formule di trasformazione e degli attacchi.
In Thailandia, l'adattamento modifica leggermente il nome della serie in มหัศจรรย์สาวน้อย พริตตี้เคียว (lett. "Miracolose Pretty Cure"), ma conserva i nomi originali, anche i suffissi onorifici giapponesi come -chan e -san. Il doppiaggio non mantiene il labiale dei personaggi, sovrapponendo a volte le voci. Un episodio dura all'incirca 40-43 minuti, per via degli intermezzi pubblicitari; sono usciti i DVD, ciascuno contenente due episodi.